# دان کاسکارلی
دان کاسکارلی (انگلیسی: Don Coscarelli؛ زادهٔ ۱۷ فوریهٔ ۱۹۵۴) یک کارگردان فیلم، فیلم‌بردار، فیلم‌نامه‌نویس، تدوین‌گر و تهیه‌کننده فیلم اهل ایالات متحده آمریکا است.
از فیلم‌ها یا برنامه‌های تلویزیونی که وی در آن نقش داشته‌است می‌توان به تصویر ذهنی، تصویر ذهنی ۲ و تصویر ذهنی ۳: ارباب مرده اشاره کرد.
وی همچنین برندهٔ جوایزی همچون جایزه برام استوکر شده‌است.